# Попов Андрій Владиславович
Андрій Владиславович Попов (рос. Андрей Владиславович Попов; * 15 липня 1988, Челябінськ, Російська РФСР) — російський хокеїст, правий/центральний нападник. Виступає за «Трактор» (Челябінськ) у Континентальній хокейній лізі.
Вихованець хокейної школи «Трактор» (Челябінськ). Виступав за «Трактор-2» (Челябінськ), «Трактор» (Челябінськ), «Білі Ведмеді» (Челябінськ).
У складі юніорської збірної Росії учасник чемпіонату світу 2006.